# Iron and Blood: Warriors of Ravenloft
Iron and Blood: Warriors of Ravenloft est un jeu de combat en 3D développé par Take-Two Interactive pour Acclaim et sorti sous MS-DOS et sur PlayStation en 1996.
Iron and Blood est basé sur l'univers de campagne de Ravenloft, univers horrifique de dark fantasy créé pour le jeu de rôle Advanced Dungeons and Dragons en 1990 et dérivé d'un scénario édité en 1983. C'est le troisième jeu vidéo à exploiter cet univers après Ravenloft: Strahd's Possession et Ravenloft: Stone Prophet, deux jeux vidéo de rôle sortis respectivement en 1994 et 1995.
Une version pour la console Saturn de Sega était aussi prévue mais fut annulée.

## Scénario
Vaincu par Strahd von Zarovich, le chevalier noir Lord Soth tente de se venger en lui envoyant, dans son domaine de Barovie toute une série de combattants.

## Accueil
À sa sortie le jeu est descendu par la presse. GameSpot, en décembre 1996, lui attribue la note de 2,5 sur 10 et le qualifie de risible.
Avec le recul, GameSpy dans son  History of D&D Video Games fait remarquer que Iron and Blood était un véritable paradoxe, la réputation de l'univers de campagne de Ravenloft reposant sur son horreur psychologique et son ambiance sombre. En tirer un jeu de combat était d'autant plus inexplicable que le jeu de rôle Donjons et dragons s'axait sur des règles stratégiques évoluées, peu adaptées à un jeu d'action.